# Зов кукушки
«Зов куку́шки» (англ. The Cuckoo’s Calling) — криминальный роман Джоан Роулинг, выпущенный в апреле 2013 года под псевдонимом Роберт Гэлбрейт (англ. Robert Galbraith). Авторство Роулинг раскрылось спустя три месяца — 14 июля. В России роман опубликован издательством «Иностранка» 13 февраля 2014 года.
Первый роман из цикла о Корморане Страйке.

## Сюжет
Частный детектив, ветеран войны Корморан Страйк (англ. Cormoran Strike), расследует загадочную смерть модели Лулы Лэндри (англ. Lula Landry), упавшей с балкона. Все считают, что Лула покончила жизнь самоубийством, но её брат сомневается в этом и нанимает Страйка, чтобы разобраться в ситуации. Однако Страйк скептически относится к делу. Узнав об очевидности самоубийства Лулы и широком освещении дела в СМИ, он поначалу не хочет браться за его расследование. Однако частное расследование — это единственная возможность для Страйка немного подзаработать и подняться на ноги, и он берется за это дело. В этом ему помогает секретарша Робин Эллакотт (англ. Robin Ellacott).
Во время расследования Страйк знакомится с охранником Лулы, её друзьями, личным водителем и дизайнером. Каждый из подозреваемых рассказывает свою историю, и Страйк начинает понимать, что обстоятельства смерти Лулы не столь однозначны, как он предполагал. Особый интерес у детектива вызывают дядя Лулы Тони Лэндри, её бездомная подруга Рошель и её бойфренд Эван Даффилд (англ. Evan Duffield). Однако больше всего Страйк оказывается заинтригован заявлением соседки Лулы, Тэнзи Бестиги, которая рассказывает, что Лулу столкнул с балкона некий мужчина. Но истинным убийцей девушки оказывается тот, кто с самого начала знал, что эта смерть не была самоубийством.

## Персонажи
- Корморан Страйк — главный герой
- Робин Венеция Эллакотт — секретарша и напарница Страйка.
- Мэттью Канлифф — жених Робин, с которым она была помолвлена с начала первой книги.
- Эрик Уордл — полицейский детектив, участвовавший в расследовании смерти Лулы Лэндри.
- Рой Карвер — ещё один детектив по делу Лулы Лэндри.

## История создания
На протяжении многих лет Джоан Роулинг заявляла о своём желании написать криминальный роман. В 2007 году во время Эдинбургского международного книжного фестиваля писатель Иэн Рэнкин рассказал журналу Sunday Times, что его жена видела Роулинг, пишущую черновик криминального романа. Позже он заявил, что это была шутка. В феврале 2012 года журнал Guardian сообщил о возможном выпуске следующей книги Роулинг в жанре детектива.
Рукопись книги анонимно отправлялась в различные издательства, однако получала отказ за отказом. Так, глава крупного британского издательства Orion Publishing Кейт Миллз призналась, что отказалась издавать детектив, потому как роман показался ей тихим и не впечатлил её, а рынок детективов в последнее время был и так переполнен.
Книга была выпущена в апреле 2013 года Sphere Books, импринтом издательского дома Little, Brown, который также издал предыдущий роман Джоан «Случайная вакансия».
Инкогнито писательницы было раскрыто журналом Sunday Times, журналисты которого заметили то, что Sphere Books — импринт издательского дома Little, Brown and Company, который годом ранее опубликовал роман Роулинг «Случайная вакансия», а редактором новой книги выступил Дэвид Шелли, который также был редактором предыдущего романа. Некоторые читатели стали подозревать женщину под маской автора-ветерана из-за подробного описания деталей женского гардероба. Также экспертиза, проведённая профессором Питером Миликаном, специалистом по лингвистике, выявила сильное сходство между текстами «Зова кукушки» и «Случайной вакансии».
По словам самой Роулинг, публикация книги под псевдонимом избавила её от давления, из-за которого необходимо оправдывать ожидания читателей и соответствовать закреплённому уровню качества, и, наоборот, дала возможность услышать критику работы, на которой нет её имени. Журналу Sunday Times она заявила, что надеялась на нескорое раскрытие её причастности к написанию романа.
На сайте издательства утверждалось, что Роберт Гэлбрейт — псевдоним бывшего члена отдела спецрасследований Королевской Военной Полиции, который уволился в 2003 году и перешёл в частный охранный бизнес.
Представитель британской книготорговой сети Waterstones сообщил журналу Би-би-си, что считает этот литературный обман лучшим со времён разоблачения Ричарда Бахмана — псевдонима Стивена Кинга.

## Продажи и реакция
Ещё до публикации романа авторитетный журнал Publishers Weekly назвал его звёздным дебютом, пообещав писателю неплохое будущее. The Independent сравнивал роман с работами таких известных писательниц, как Филлис Дороти Джеймс и Рут Ренделл.
В рейтинге продаж сайта Amazon.com роман находился на 5076 месте, однако, когда стало известно об авторстве Роулинг, книга поднялась до первой позиции рейтинга.
За три месяца с момента публикации было продано всего 1500 экземпляров книги (по данным издателей; по данным британских книжных магазинов — лишь 449), в день же разоблачения автора продажи романа возросли более чем на 150 000 % за один день.
На сайте Goodreads роман имеет рейтинг 4/5, согласно более 150 000 оценкам и более 17 000 обзорам.

## Награды и звания
- 2013 — Премия газеты «Los Angeles Times» (Los Angeles Times Book Prize[англ.]) в категории «Лучший детектив или триллер»[17]

## Экранизация
Британский канал BBC выпустил детективный телесериал о расследованиях частного детектива Корморана Страйка. В основе сюжета лежат первые три книги серии: «Зов кукушки», «Шелкопряд» и «На службе зла». Премьера состоялась 27 августа 2017 года. Главное роли исполнили Том Бёрк (Корморан Страйк) и Холлидей Грейнджер (Робин Эллакотт).